# Apogonia fulvosquamosa
Apogonia fulvosquamosa är en skalbaggsart som beskrevs av Moser 1913. Apogonia fulvosquamosa ingår i släktet Apogonia och familjen Melolonthidae. Inga underarter finns listade i Catalogue of Life.